# Ismaël Bouzid
Ismaël Bouzid (Nancy, 21 luglio 1983) è un ex calciatore algerino, nato in Francia, di ruolo difensore o centrocampista.

## Caratteristiche tecniche
Terzino destro, può giocare anche come difensore centrale o a centrocampo.

## Carriera

### Club
Cresciuto nel Metz (Ligue 2), nella stagione 2004-2005 passa ai tedeschi dell'Union Berlino (terza divisione tedesca) e, svincolatosi a gennaio 2005, va a giocare in patria nel luglio dello stesso anno prima di ritornare in Germania un anno dopo, al Kaiserslautern (2. Fußball-Bundesliga). Nell'annata 2007-2008 è in Turchia, al Galatasaray, che lo cede al Troyes nell'estate 2008, ancora in Ligue 2. Dopo un solo anno, opta per il ritorno in Turchia, passando successivamente agli scozzesi dell'Hearts, squadra nella quale milita con continuità per due stagioni consecutive. Nel 2012 si trasferisce prima in Grecia poi negli Emirati Arabi Uniti: rimasto svincolato nell'estate 2012, nell'autunno dello stesso anno si accorda con l'USM Alger, svincolandosi dalla società nell'estate successiva. Il 20 settembre 2013 Bouzid firma con il Kilmarnock, ritornando a giocare in Scozia e rimanendo svincolato nell'estate seguente.

### Nazionale
Esordisce il 7 febbraio 2007 contro la Libia (2-1).

## Palmarès

### Club

#### Competizioni nazionali
- Campionato turco: 1

Galatasaray: 2007-2008